# سیلویا اشتن
سیلویا اشتن (انگلیسی: Sylvia Ashton؛ ۲۶ ژانویهٔ ۱۸۸۰ – ۱۷ نوامبر ۱۹۴۰) یک هنرپیشه اهل ایالات متحده آمریکا بود.

## بخشی از فیلمشناسی
از فیلم‌ها یا برنامه‌های تلویزیونی که وی در آن نقش داشته‌است می‌توان به آثار زیر اشاره کرد.
- بز (۱۹۱۸)
- جک استرو (۱۹۲۰)
- قتل شبه‌عمد (۱۹۲۲)
- طمع (۱۹۲۴)
- بهشت مجردها (۱۹۲۸)
- شب بانوان در حمام (۱۹۲۸)
- جارزن (۱۹۲۸)
- جان فروشی

## نگارخانه

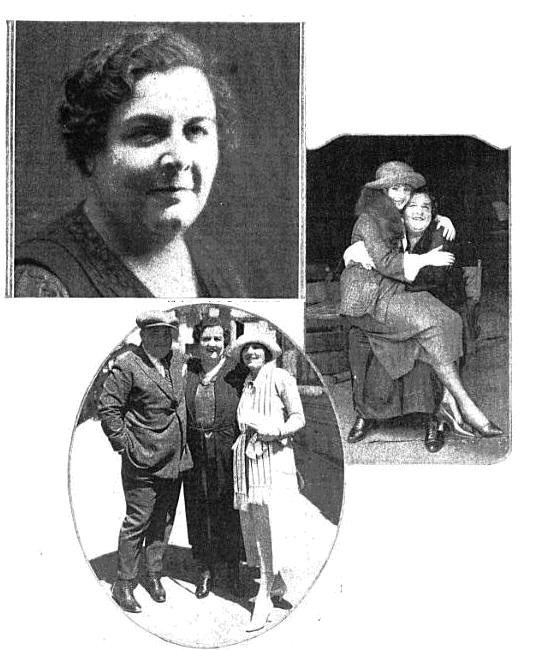